# Aguascalientes Challenger
L'Aguascalientes Challenger è stato un torneo professionistico di tennis giocato su campi in terra rossa di Aguascalientes in Messico, facente parte dell'ATP Challenger Series Si giocò solo la prima isolata edizione nel 2006 e fu subito dismesso.

## Albo d'oro

### Singolare
| Anno | Campione              | Finalista      | Punteggio     |
| ---- | --------------------- | -------------- | ------------- |
| 2006 | Juan Martín del Potro | Sergio Roitman | 3–6, 6–4, 6–3 |

### Doppio
| Anno | Campioni                                       | Finalisti                   | Punteggio |
| ---- | ---------------------------------------------- | --------------------------- | --------- |
| 2006 | Juan Martín del Potro Martín Vassallo Argüello | Hector Almada Victor Romero | 7–5, 7–5  |